# Álgebra bilineal
El álgebra bilineal se desarrolló a partir del siglo XV. Las operaciones bineptiales que presentan los grupos descritos por el álgebra bilineal, tiene índole de bianillo conmutativo unitariamente inversible.
El álgebra de Boole forma parte de muchos de estos importantes conceptos.
- Datos: Q5668223